# Linia kolejowa nr 680
Linia kolejowa 680 – drugorzędna, jedno- i dwutorowa, zelektryfikowana linia kolejowa znaczenia państwowego łącząca rejon KKD stacji Kędzierzyn-Koźle i posterunek odgałęźny Kłodnica.
Linia została w całości zaklasyfikowana do kompleksowej i bazowej towarowej sieci transportowej TEN-T.